# Horst Frank (Schauspieler)

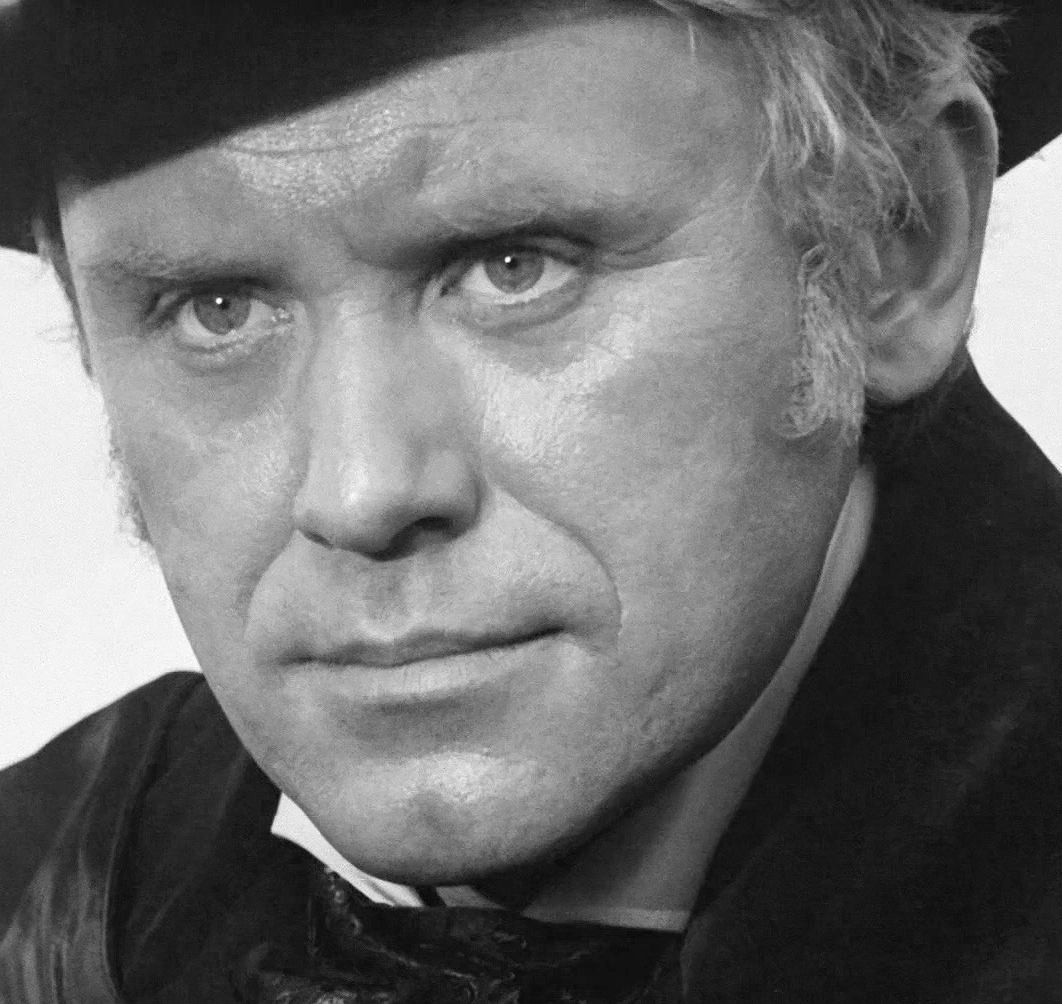
Horst Frank (1968)

Horst Bernhard Wilhelm Frank (* 28. Mai 1929 in Lübeck; † 25. Mai 1999 in Heidelberg) war ein deutscher Schauspieler, Hörspiel- und Synchronsprecher.

## Leben
Horst Frank wurde als unehelicher Sohn des Kaufmanns und Porzellanmalers Johann Georg „Bernhard“ Frank und der Hausangestellten Hilma Gressmann in Lübeck geboren. Sein Vater stammte aus Arzberg in Oberfranken, seine Mutter aus dem mecklenburgischen Schadeland (heute Ortsteil von Lüttow-Valluhn). Frank wuchs in Mori bei Lübeck, in Hamburg-Hohenfelde und schließlich in Ahrensburg auf. Nach dem Besuch der Mittelschule begann Horst Frank eine Lehre als Im- und Exportkaufmann, die er wegen des Militärdiensts zum Ende des Zweiten Weltkriegs abbrechen musste. Von 1947 bis 1949 absolvierte er eine Schauspielausbildung bei Eduard Marks an der Hochschule für Musik und Theater Hamburg. Die Abschlussprüfung bestand er nicht, er bekam 1950 aber trotzdem sein erstes Engagement. Sein Studium finanzierte er sich mit Gelegenheitsarbeiten als Nachtwächter, Babysitter und Schaufensterdekorateur. Nach der Ausbildung folgten Engagements an diversen Theatern, zunächst am Stadttheater seiner Heimatstadt Lübeck, später in Bonn, Basel, Baden-Baden und an den Städtischen Bühnen Wuppertal. Während seiner Fernsehkarriere kehrte er lediglich noch für Tourneeproduktionen, die vor allem dank seines großen Bekanntheitsgrades zu Erfolgen wurden, ans Theater zurück.

## Filmkarriere

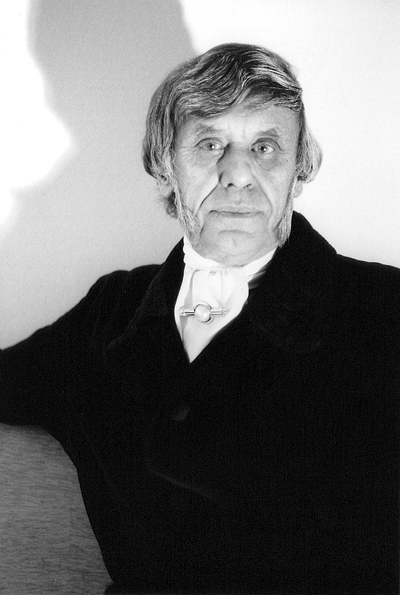
Horst Frank (Fotografie ohne Jahresangabe)

In den 1950er Jahren spielte er in mehreren deutschen Kinofilmen. Neben positiven Helden verlangte das Wirtschaftswunder-Kino als Kontrast auch nach Anti-Helden. Frank spezialisierte sich auf pessimistische, melancholische Charaktere. Nach zwei Fernsehproduktionen legte ihn bereits sein erster Kinofilm Der Stern von Afrika (1957) auf diese Rolle fest. In dem heroischen Kriegsfilm spielte er den zynischen Flieger Albin Droste. Es folgten weitere Anti-Kriegs-Filme wie Haie und kleine Fische (1957) und der Stalingrad-Film Hunde, wollt ihr ewig leben (1958). Daneben schien er für die Rolle des Triebtäters prädestiniert. So spielte er 1958 in den großen Kinoerfolgen Das Mädchen vom Moorhof (nach der Novelle von Selma Lagerlöf) und dem Kriminalfilm Der Greifer (mit Hans Albers als Kommissar) jeweils einen angsteinflößenden Mörder.
In den 1960er Jahren blieb er diesen Schurken-Rollen verhaftet. So spielte er den „Boss“ im Kiez-Milieu von St. Pauli oder in der Jerry-Cotton-Verfilmung Um null Uhr schnappt die Falle zu (1966) sowie in Die Rache des Dr. Fu Man Chu (1967). Zum Teil hatte er dabei „den anderen Bösewicht“ Klaus Kinski als Filmpartner. In dem Drama Caligula (eine Fernsehproduktion von 1966) glänzte er in der Titelrolle. Einige Agentenfilme – oft im fernen Osten angesiedelt – profitierten von seiner markanten Stimme.
Erst 1971 war er wieder an einem großen Publikumserfolg beteiligt – in der Simmel-Verfilmung Und Jimmy ging zum Regenbogen.

## Fernsehkarriere
Durch sein Mitwirken in den ZDF-Krimiserien Der Kommissar, Derrick und Der Alte wie auch mit seiner Rolle als Baron de Lefuet in dem Mehrteiler Timm Thaler (1979) nach dem Kinderbuch von James Krüss (die Tonspur der Serie wurde gekürzt auf 3 Ariola-LPs herausgebracht) festigte er seine Fernsehkarriere.
In weiteren Rollen in diversen Fernsehserien war er stets präsent, beispielsweise Der Winter, der ein Sommer war, Rivalen der Rennbahn, Das Traumschiff oder Elbflorenz und Gastrollen in fast allen deutschen Kriminalserien wie Sonderdezernat K1, SOKO 5113, Polizeiruf 110, Der Fahnder sowie Tatort (sämtlich als Widerpart zu den „singenden Kommissaren“ Stoever/Brockmöller vom NDR, Hamburg), Großstadtrevier, Peter Strohm oder Adelheid und ihre Mörder – letztere zeugen von seiner engen Verbundenheit zu Hamburg.
Die Internet Movie Database (Filmdatenbank) verzeichnet sein Mitwirken in über 170 verschiedenen Filmen und Fernsehserien.

## Hörspiele
Aufgrund seiner markanten Stimme wurde Horst Frank auch für Hörspiele engagiert. Bereits 1953 sprach er unter Regisseur Eduard Hermann in Sie klopfen noch immer, unter anderem mit Kurt Lieck und Hans Lietzau.
Bei Europa sprach er gleich mehrere Rollen. Er verkörperte zusammen mit seiner Ehefrau – der Schauspielerin Brigitte Kollecker – das zankende Pärchen Tom Fawley und Eireen Fox in drei Episoden der Gruselserie von H. G. Francis. Ferner sprach er in insgesamt neun Folgen der Hörspielreihe Die drei ??? den Hauptkommissar Samuel Reynolds. In der Europa-Fassung von 20.000 Meilen unter dem Meer von Jules Verne lieh er Kapitän Nemo seine Stimme und bewies ferner seine Vielfältigkeit in der Rolle des Lon Dsi, Protagonist der dreiteiligen Serie Kung Fu. In weiteren Reihen fungierte er als Erzähler.

## Sonstiges
In US-Spielfilmen lieh Frank als Synchronsprecher seine Stimme unter anderem Laurence Harvey (Botschafter der Angst) und Jack Palance (Der letzte Coup der Dalton Gang). Ironischerweise wurde er jedoch in den meisten seiner ausländischen und sogar in einigen seiner deutschen Filme fremdsynchronisiert, so regelmäßig von Helmo Kindermann.
Horst Frank versuchte sich auch als Lyriker und Musiker. 1979 veröffentlichte er die Single Meine Zeit mit dir/Für dich, gefolgt von Wo sind die Mädchen/Ein kleines Stück von mir (1980). 1983 erschien eine Schallplatte für Kinder und 1989 sein Album Lampenfieber mit Chansons bzw. Auszügen aus seinem beim R.G. Fischer Verlag veröffentlichtem Gedichtband Wenn ich im Spiegel mich beschau.

## Privates

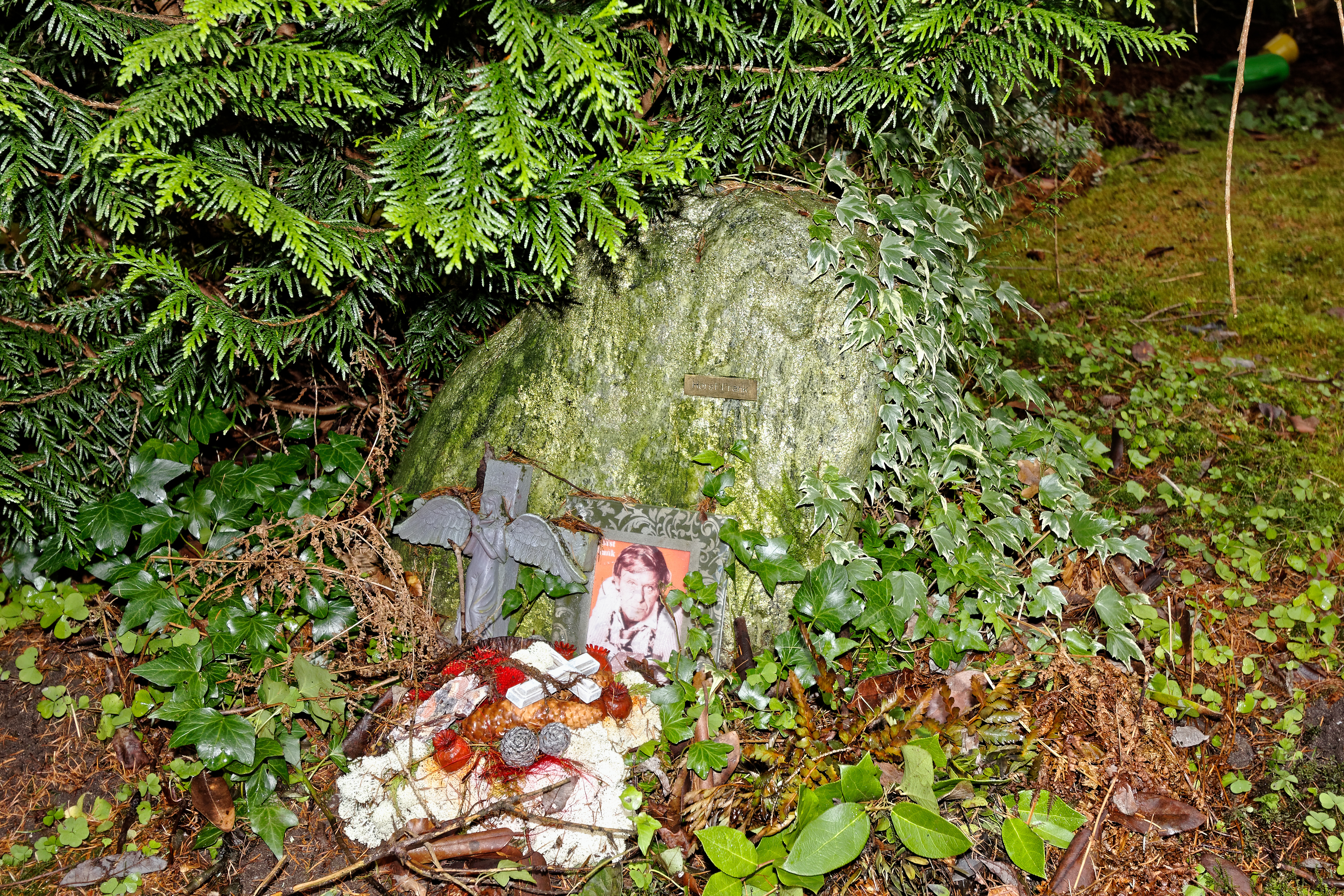
Grab Horst Frank auf dem Friedhof Ohlsdorf

Horst Frank lebte mehrere Jahre in Frankreich und Italien. 1961 ließ er sich in Tansania nieder, um dort auf seiner eigenen Plantage Kaffee anzubauen. Politische Wirren und Unruhen zwangen ihn jedoch 1963 zur Rückkehr nach Deutschland. Später sagte er über diese Zeit: "In Afrika habe ich mich selbst auf die Probe gestellt. Ich habe ergründet, ob ich noch zu etwas anderem tauge, als andauernd Menschen nachzugestalten, Menschen und Monster."
Aus seiner ersten Ehe stammt ein Sohn. Ab 1960 war er ein knappes Jahr mit der Schauspielerin Chariklia Baxevanos verheiratet, mit ihr hat er eine Tochter (Désirée). 1979 schloss er seine vierte Ehe mit der Schauspielerin Brigitte Kollecker.
Horst Frank starb am 25. Mai 1999, drei Tage vor seinem 70. Geburtstag, während eines Kur-Aufenthaltes in Heidelberg an einer Hirnblutung. Er wurde in Hamburg auf dem Friedhof Ohlsdorf im Grab Y24 (332) beigesetzt.

## Hommagen
Harald Wehmeier parodierte Horst Frank Mitte der 1990er Jahre regelmäßig in der NDR2-Sendung Kwatsch, wo er die Figur sich ausufernd zu Alltagsthemen äußern ließ. Die Rubrik wurde so erfolgreich, dass sogar eine CD ausschließlich mit Horst-Frank-Parodien erschien (Pfui Spinne – Die Horst-Frank-Parodie, 1998).
Das Gedicht Meine Zeit mit Dir von Horst Frank ist Gegenstand der Folge 20 (Die Saunabürste, 2007) der Fernsehserie Pastewka.

## Filmografie

### Kino
- 1957: Der Stern von Afrika
- 1957: Haie und kleine Fische
- 1958: Der Greifer
- 1958: Blitzmädels an die Front
- 1958: Das Mädchen Rosemarie
- 1958: Das Mädchen vom Moorhof
- 1958: Schwarze Nylons – Heiße Nächte
- 1958: Meine 99 Bräute
- 1959: Hunde, wollt ihr ewig leben
- 1959: Wölfe in der Tiefe (Lupi nell’abisso)
- 1959: Die Nackte und der Satan
- 1959: Abschied von den Wolken
- 1960: Die Katze zeigt die Krallen (La Chatte sort ses griffes)
- 1960: Bumerang
- 1960: Kein Engel ist so rein
- 1960: Die zornigen jungen Männer
- 1960: Die Nacht der Liebenden (Le Bois des amants)
- 1960: Fabrik der Offiziere
- 1961: Der Kriegsverweigerer (Tu ne tueras point)
- 1961: Treibjagd auf ein Leben
- 1961: Die Liebe ist ein seltsames Spiel (Cariño mio)
- 1961: Unser Haus in Kamerun
- 1962: Haß ohne Gnade
- 1962: Heißer Hafen Hongkong
- 1962: Zwischen Schanghai und St. Pauli
- 1963: Der schwarze Panther von Ratana
- 1963: Die weiße Spinne
- 1963: Mein Onkel, der Gangster (Les Tontons flingueurs)
- 1963: Die Flußpiraten vom Mississippi
- 1964: Weiße Fracht für Hongkong
- 1964: Die Tote von Beverly Hills
- 1964: Die Diamantenhölle am Mekong
- 1964: Das Geheimnis der chinesischen Nelke
- 1964: Die letzten Zwei vom Rio Bravo
- 1964: Die Goldsucher von Arkansas
- 1965: Die schwarzen Adler von Santa Fe
- 1965: Der Fluch des schwarzen Rubin
- 1965: Das Geheimnis der drei Dschunken
- 1965: Der Spion, der in die Hölle ging (Corrida pour un espion)
- 1965: Die letzten Drei der Albatros
- 1966: Um null Uhr schnappt die Falle zu
- 1966: Für eine Handvoll Diamanten (Safari diamants)
- 1966: Fünf vor 12 in Caracas (Inferno a Caracas)
- 1966: I Deal in Danger
- 1967: Die Rache des Dr. Fu Man Chu (The Vengeance of Fu Manchu)
- 1967: Geheimnisse in goldenen Nylons (Deux billets pour Mexico)
- 1967: Fünf gegen Casablanca (Attentato ai tre grandi)
- 1967: Eine Handvoll Helden
- 1968: Django und die Bande der Gehenkten (Preparati la bara!)
- 1968: Django – Die Totengräber warten schon (Quella sporca storia nel West)
- 1968: Hasse deinen Nächsten (Odia il prossimo tuo)
- 1968: Django – Ein Sarg voll Blut (Il momento di uccidere)
- 1969: Paria (Le Paria)
- 1969: Marquis de Sade: Justine
- 1969: Catherine – Ein Leben für die Liebe (Catherine, il suffit d’un amour)
- 1969: Von allen Hunden des Krieges gehetzt (La porta del cannone)
- 1969: Die Engel von St. Pauli
- 1969: Così dolce… così perversa
- 1970: Frisch, fromm, fröhlich, frei
- 1970: Das Glöcklein unterm Himmelbett
- 1971: Die neunschwänzige Katze (Il gatto a nove code)
- 1971: Und Jimmy ging zum Regenbogen
- 1971: Der scharfe Heinrich
- 1971: Fluchtweg St. Pauli – Großalarm für die Davidswache
- 1972: Das Geheimnis des gelben Grabes (L’etrusco uccide ancora)
- 1972: L’occhio nel labirinto
- 1972: Drei Vaterunser für vier Halunken (Il grande duello)
- 1974: Vier Fäuste schlagen wieder zu (Carambola)
- 1975: Das Amulett des Todes
- 1976: Auch Mimosen wollen blühen
- 1976: Whispering Death – „Der flüsternde Tod“
- 1976: Die Elixiere des Teufels
- 1976: Rosemaries Tochter
- 1977: Das Gesetz des Clans
- 1980: Das Traumhaus

### Fernsehen
- 1955: Die Puppen von Poshansk
- 1955: Wo die Liebe ist, da ist auch Gott
- 1956: Geschwader Fledermaus
- 1956: Das salomonische Frühstück
- 1956: Der kleine Friedländer
- 1956: Kolibri – Eine Magazingeschichte
- 1956: Unheimliche Begegnungen
- 1956: Schatten in der 3. Avenue
- 1957: Bei Tag und bei Nacht oder Der Hund des Gärtners
- 1957: Eurydice
- 1958: Blick zurück im Zorn
- 1961: Ein wahrer Held
- 1963: Der Tod des Handlungsreisenden
- 1966: Apfelsinen
- 1966: Blue Light
- 1966: Caligula
- 1969: Der Kommissar – Ratten der Großstadt
- 1970: Emilia Galotti
- 1970: Unter Kuratel
- 1970–1971: Die Journalistin
- 1971: Die Nacht von Lissabon
- 1971: Dem Täter auf der Spur – Tod am Steuer
- 1971: Carlos
- 1972: Im Namen der Freiheit
- 1972: Der Kommissar – Traum eines Wahnsinnigen
- 1972: Dem Täter auf der Spur – Der Tod in der Maske
- 1973: Sonderdezernat K1 – Ganoven-Rallye
- 1973: Der Vorgang
- 1973: Vabanque
- 1974: Der Scheck heiligt die Mittel
- 1974: Tausend Francs Belohnung
- 1974: Cautio Criminalis oder Der Hexenanwalt
- 1974: Der Kommissar – Drei Brüder
- 1975: Schließfach 763
- 1975: Spiel zu zweit
- 1975: Herbstzeitlosen
- 1976: Einöd
- 1976: Derrick – Auf eigene Faust
- 1976: Wege ins Leben
- 1976: Der Winter, der ein Sommer war
- 1977: Der Heiligenschein
- 1977: Operation Ganymed
- 1978: Das Lamm des Armen
- 1978: Geschichten aus der Zukunft – Geburt eines Waisenkindes
- 1979: Wie Rauch und Staub
- 1979: Galadiner zum 75. Geburtstag von Salvador Dali
- 1979: Wege in der Nacht
- 1979: Der Alte – Eine große Familie
- 1979: Wo die Liebe hinfällt
- 1979–1980: Timm Thaler
- 1980: Derrick – Dem Mörder eine Kerze
- 1981: Flächenbrand
- 1981: Der Fuchs von Övelgönne – Der Pokal geht an Land
- 1981: Das Traumschiff: Der Ausreißer / Die Hochzeitsreise
- 1981: Sonderdezernat K1 – Die Spur am Fluss
- 1981: Warnung aus dem Käfig
- 1982: Die Krimistunde (Fernsehserie)
- 1983: Derrick – Die Tote in der Isar
- 1983: Geschichten von nebenan
- 1983: Der Mann von Suez
- 1983: Mandara
- 1984: Der Besuch
- 1986: Losberg
- 1987: Die Krimistunde (Fernsehserie, Folge 26, Episode: „Lebe wohl, schöne Welt“)
- 1988: Tatort: Pleitegeier
- 1988: SOKO 5113 – Eine unvergeßliche Nacht
- 1989: Peter Strohm – Die sieben Monde des Jupiter
- 1989–1999: Großstadtrevier (vier Folgen)
- 1989: Rivalen der Rennbahn
- 1989: La Trappola
- 1990: Das Erbe der Guldenburgs – Die große Versuchung
- 1990: Das Erbe der Guldenburgs – Die wahre Liebe
- 1990: Ein Heim für Tiere – Was ist los mit Ira?
- 1991: Safari
- 1992: Dobrodruzství kriminalistiky: Hon na rozhlasových vlnách
- 1992: Glückliche Reise – Singapur und Borneo
- 1992: Tatort: Stoevers Fall
- 1993: Cluedo – Das Mörderspiel
- 1994: Der Nelkenkönig
- 1994: Elbflorenz
- 1994: Im Namen des Gesetzes – Kalaschnikow frei Haus
- 1995: Der Landarzt – Heringstage
- 1995: Doppelter Einsatz – Noch zwei Tage bis Rio
- 1995: Tatort: Tod eines Polizisten
- 1996: Katharina die Große
- 1996: Sünde einer Nacht
- 1996: Im Namen des Gesetzes – Detektive
- 1997: Parkhotel Stern – Im roten Bereich
- 1997: Duell zu dritt – Manöver des letzten Augenblicks
- 1997: Tatort: Ausgespielt
- 1997: Unser Charly – Schneegänse
- 1997: Unser Charly – Charly auf Abwegen
- 1997: Der Fahnder – Rumpi Menden
- 1997: Tatort: Undercover-Camping
- 1998: Geiselfahrt ins Paradies
- 1998: Zwei allein (Fernsehserie)
- 1998: Die Menschen sind kalt
- 1999: Adelheid und ihre Mörder – Sondereinsatz
- 1999: Freunde fürs Leben – Folge 7x03
- 1999: Polizeiruf 110: Rasputin

## Hörspiele (Auswahl)
- 1966: Fred Hoyle: Die schwarze Wolke (Chronist) – Regie: Otto Düben (Hörspielbearbeitung, Science-Fiction-Hörspiel – WDR)
- 1977: Edward Albee: Zuhören – Regie: Heinz von Cramer (Hörspiel – WDR / SR DRS)
- 1979–1985: Die drei ???: als Samuel Reynolds, Folgen 4–36 – Regie: Heikedine Körting (Europa)
- 1981–1982: Die Gruselserie: Hörspielreihe nach H. G. Francis, 3 Folgen (Europa)
- 1981–1982: Flash Gordon: Erzähler, Hörspielreihe nach H. G. Francis, Folgen 1–10 (Europa)
- 1984: Dämonenkiller: Erzähler, 5 Folgen (Europa)

## Diskografie (Auswahl)
Singles
- 1979: Meine Zeit mit dir / Für dich
- 1980: Wo sind die Mädchen / Ein kleines Stück von mir

Alben
- 1989: Lampenfieber

## Schriften
- Leben heißt leben. Erinnerungen. Aufgez. von Inge Dombrowski und Rudolf Borchert. F.A. Herbig Verlagsbuchhandlung, München, Berlin, 1981, ISBN 3-7766-1169-3.